# André Bucher
André Bucher (* 19. října 1976, Neudorf, Sursee) je bývalý švýcarský sportovec, atlet, běžec, který se specializoval na střední tratě. V roce 2001 se stal v kanadském Edmontonu mistrem světa v běhu na 800 metrů a ve stejném roce byl zvolen vítězem ankety Atlet Evropy. Je držitelem švýcarských rekordů v bězích na 800 a 1000 m pod širým nebem a národním rekordmanem v běhu na 800 m.
První úspěch zaznamenal na juniorském mistrovství světa 1994 v Lisabonu, kde získal stříbrnou medaili v závodě na 1500 metrů. Stříbro vybojoval rovněž na ME juniorů 1995 v maďarské Nyíregyháze, kde uspěl na své hlavní disciplíně (800 m). O dva roky později se konal ve finském Turku první ročník evropského šampionátu do 23 let. Ve finále běhu na 800 m prohrál pouze s Italem Andreem Longou a na stupních vítězů obdržel stříbro.
V roce 2001 vyhrál jackpot v seriálu mítinků zvaných Zlatá liga společně s dalšími pěti atlety.
V květnu roku 2007 se rozhodl kvůli přetrvávajícím zdravotním problémům ukončit svoji sportovní kariéru.